# Pinia
Pinia (вимовляється /piːnjʌ/, або «peenya» англійською) — це бібліотека сховищ та фреймворк управління станом для Vue.js. Розроблена в першу чергу для створення інтерфейсних веб-додатків, вона використовує декларативний синтаксис і пропонує власний API для управління станами. Pinia була схвалена командою Vue.js як надійна альтернатива Vuex і наразі є офіційною бібліотекою управління станом для Vue.

## Огляд
На відміну від Vuex, Pinia має модульний дизайн і не передбачає мутації (mutations). Це дозволяє розробникам створювати численні сховища та імпортувати їх у компоненти за потреби. Фреймворк надає централізоване сховище з вбудованим механізмом збереження, оновлення та отримання стану програми.

## Історія
Pinia була задумана розробником Vue Едуардо Сан Мартін Мороте як дослідження того, як Vuex може виглядати в майбутньому. Це передбачало створення простішого API з «меншою кількістю церемоній» і кращою підтримкою виведення типів за допомогою TypeScript. 7 лютого 2022 року він став офіційною частиною екосистеми Vue.js
Стор бібліотека (store library) походить від іспанського слова piña, що означає «ананас». За словами її творців, «ананас — це насправді група окремих квіток, які з'єднуються разом, щоб створити кілька плодів. Подібно до сторів, кожен з них народжується окремо, але всі вони з'єднуються в кінці».

## Особливості

### Стор (Store) стовпи
Стори в Pinia визначаються за допомогою JavaScript-об'єкта з різноманітними характеристиками, які керують їхньою поведінкою. Вони вважаються «стовпами» стору і, як показано в прикладі коду нижче, включають id, state, getters і actions.
```
import
 
{
 
createStore
 
}
 
from
 
'pinia'

export
 
const
 
useCounterStore
 
=
 
createStore
({

  
id
:
 
'counter'
,

  
state
:
 
()
 
=>
 
({

    
count
:
 
0

  
}),

  
getters
:
 
{

    
doubleCount
:
 
state
 
=>
 
state
.
count
 
*
 
2

  
},

  
actions
:
 
{

    
increment
(
amount
)
 
{

      
this
.
state
.
count
 
+=
 
amount

    
}

  
}

})

```

### Підтримка Devtools
Pinia інтегрується з Vue Devtools, популярним розширенням для налагодження Vue.js додатків.

### Підтримка плагінів
Фреймворк включає підтримку багатьох плагінів, включаючи Nuxt та вищезазначені Devtools.

### «Гаряча» заміна модуля
Pinia дозволяє розробникам зберігати існуючі стейти (states) під час написання коду та змінювати стори без перезавантаження сторінки.